# TW Гидры
TW Гидры (лат. TW Hydrae) − одиночная переменная звезда в созвездии Гидры на расстоянии приблизительно 196 световых лет (около 60,1 парсек) от Солнца. Фотографическая звёздная величина звезды — от +12,2m до +10,5m. Возраст звезды определён как около 6,3 млн лет.
TW Гидры входит в звёздную ассоциацию с одноимённым названием, в которую также входит и 2M1207 — коричневый карлик с недавно открытой планетой. У звезды обнаружен протопланетный диск и несколько кандидатов в планеты.

## Характеристики
TW Гидры — оранжевый карлик, переменная звезда (S:) спектрального класса K6Ve, или K6, или K7. Масса — около 0,9 солнечной, радиус — около 1,21 солнечного, светимость — около 0,41 солнечной. Эффективная температура — около 3848 K.

## Протопланетный диск
Считается, что планетные системы образуются из так называемого протопланетного диска. Звёзды, имеющие его, сравнительно молоды. Так, TW Гидры и её диск образовались приблизительно в период позднего миоцена. Как звезда, так и диск образовались из одного и того же вещества — межзвёздного газа и пыли. Диск вокруг TW Гидры открыли ещё в 2005 году. Его радиус составил около 200 а.е. (для сравнения — радиус орбиты Плутона в афелии — 49,3 а.е., или 7,3 млрд км). Полученные данные показали, что внутренний край газопылевого диска находится на расстоянии 0,07 а.е. от звезды. Его наклонение составляет 7 ± 1 градусов, то есть с Земли наблюдается плашмя. В свободном от диска пространстве вполне могла находиться планета, и дальнейшие исследования показали, что она там действительно есть.
В протопланетном диске звезды обнаружено большое количество воды, и поэтому стоит предполагать, что в системе могут сформироваться планеты, подобные Земле.
В 2016 году астрономы с помощью комплекса радиотелескопов ALMA открыли в формирующемся диске звезды присутствие метилового спирта. Это первый в истории науки случай обнаружения в протопланетном диске подобной органической молекулы. Это также говорит о том, что в системе TW Гидры происходит образование комет.

## Предполагаемые планеты
В 2007 году группа немецких астрономов из Института астрономии Общества Макса Планка обнаружила у звезды планету — TW Гидры b. По массе она чуть больше нашего Юпитера. Вращается вокруг материнской звезды на расстоянии 0,041 а.е. (чуть больше 6 млн км) очень быстро — всего лишь за 3,56 суток. Открытие планеты у столь молодой звезды говорит о том, что планеты-гиганты формируются очень рано: после 8 млн лет существования звезды (планеты земной группы, по современным представлениям, формируются в течение 100 млн лет). В 2008 году команда испанских исследователей пришли к выводу, что планеты не существует.
В 2013 году, на основании существования щели в протопланетном диске в 80 а.е. от материнской звезды, было предположено наличие формирующейся планеты массой от 6 до 28 масс Земли.
В 2016 году с помощью телескопа ALMA астрономы рассмотрели с беспрецедентными подробностями протопланетный диск и возможную формирующуюся планету у TW Гидры. Новые наблюдения ALMA выявили ранее неизвестный сгусток, вытянутый по направлению вращения диска. Ширина сгустка приблизительно равна расстоянию от Земли до Солнца (1,0 а.е.), а длина — 4,4 а.е..
В 2019 году учёными, анализирующими данные проектов HIPPARCOS и Gaia, у звезды обнаружена планета HIP 53911 g.